# Oxynoemacheilus tigris
Oxynoemacheilus tigris és una espècie de peix pertanyent a la família dels balitòrids i a l'ordre dels cipriniformes.

## Etimologia
L'epítet tigris fa referència, probablement, a les seues ratlles (semblants a les d'un tigre) sobre un fons de color blanc groguenc.

## Descripció
Fa 7,3 cm de llargària màxima.

## Hàbitat i distribució geogràfica
És un peix d'aigua dolça, bentopelàgic i de clima subtropical (16 °C-22 °C), el qual, segons FishBase i alguns autors, viu a les conques dels rius Tigris, Eufrates i Kura a Turquia, el Líban, Síria, Israel, l'Iraq i l'Iran. En canvi, i segons la UICN, només es troba a la conca del riu Qweik a Turquia (abans també a Síria, però s'hi va extingir) en un petit rierol que connecta dos embassaments.

## Estat de conservació
Segons la Unió Internacional per a la Conservació de la Natura, les seues principals amenaces són l'extracció d'aigua i el canvi climàtic (el riu Qweik s'ha assecat gairebé per complet a conseqüència de tot això). No gaudeix de cap pla de conservació i hom creu que la darrera petita capçalera del riu Qweik on viu acabarà per assecar-se completament. És per això que la UICN recomana encaridament restaurar el seu hàbitat i la conservació ex situ per evitar la seua extinció.

## Observacions
És inofensiu per als humans i el seu índex de vulnerabilitat és baix (19 de 100).